# Sanfins de Riba de Ave
Sanfins de Riba de Ave foi uma paróquia situada na margem direita do Rio Ave, que vem referida nas Inquirições do rei D. Afonso II de Portugal mandadas fazer em 1220 sob a designação de Sanfins de Almofães.
Nas mesmas Inquirições afirma-se que englobava as herdades de Legúndia, Pereira e Ulvar.
O primeiro proprietário conhecido da Quinta de Pereira terá sido D. Gonçalo Rodrigues da Palmeira. Sucedeu-lhe na posse dessa propriedade o seu filho mais velho D. Rui Gonçalves Pereira, que aqui construiu o seu solar e terá sido a primeira pessoa a usar o apelido Pereira, tirado do nome dessa quinta.
No solar de Pereira terão nascido, entre outros, D. Pedro Rodrigues de Pereira, D. Gonçalo Peres de Pereira, o bispo de Braga D. Gonçalo Pereira e seu irmão, D. Vasco Pereira.
Esta paróquia fundiu-se com a de Bairro, Vila Nova de Famalicão  no século XIX.